# مايك هربرت
مايك هربرت (بالإنجليزية: Mike Herbert) هو راكب الكنو أمريكي، ولد في 30 سبتمبر 1960 في بلفيل في الولايات المتحدة.

## وصلات خارجية
- مايك هربرت على موقع أوليمبيديا (الإنجليزية)